# Allt en tjej vill ha
Allt en tjej vill ha (engelska: What a Girl Wants) är en amerikansk långfilm från 2003 i regi av Dennie Gordon, med Amanda Bynes, Colin Firth, Kelly Preston och Eileen Atkins i rollerna.

## Handling
Daphne Reynolds är 17 år och har vuxit upp med sin mamma i China Town i New York. Hon har aldrig träffat sin pappa, men älskar att lyssna till sin mammas berättelser om honom. Daphnes pappa är en rik och högt uppsatt brittisk politiker. Daphne bestämmer sig för att rymma till England och äntligen lära känna sin far. Livet i den brittiska överklassen är dock något mer komplicerat än vad hon hade tänkt sig.

## Rollista
| Amanda Bynes    | – Daphne Reynolds    |
| Colin Firth     | – Henry Dashwood     |
| Kelly Preston   | – Libby Reynolds     |
| Eileen Atkins   | – Jocelyn Dashwood   |
| Anna Chancellor | – Glynnis Payne      |
| Jonathan Pryce  | – Alistair Payne     |
| Oliver James    | – Ian Wallace        |
| Christina Cole  | – Clarissa Payne     |
| Sylvia Syms     | – Princess Charlotte |
| Soleil McGhee   | – Young Daphne       |
| Peter Reeves    | – Sir John Dashwood  |
| James Greene    | – Percy              |